# Pont de Saint-Charles (Chicago)
Le pont de Saint-Charles (en anglais : St. Charles Air Line Bridge) est un pont basculant qui enjambe la rivière Chicago dans la ville de Chicago, dans l'État de l'Illinois aux États-Unis. Il a été inscrit sur la liste des Chicago Landmarks le 12 décembre 2007 par la Commission on Chicago Landmarks.

## Description
Construit en 1919 par l'American Bridge Company, le pont avait initialement une longueur de 260 pieds (soit 79,248 m). Ce pont a tenu le record du monde pour la plus longue travée basculante de ce type jusqu'en 1930, quand elle a été raccourcie à 220 pieds (67,056 m) lors d'une réinstallation à la suite de l'inversion du courant de la rivière.
Le pont est traversé par des voies ferrées de la compagnie des chemins de fer canadienne Canadien National (CN). Le pont doit son nom à la ville de Saint-Charles dans l'Illinois, située en banlieue de Chicago. Cette ville servit de point de passage sur l'ancienne ligne de chemin de fer Chicago, St. Charles and Mississippi Air Line Railroad qui fit la liaison entre les villes de Chicago (à l'extrémité est de l'État) et Savanna (à l'extrémité ouest de l'Illinois) via Saint-Charles, à l'ouest du fleuve Mississippi. Cette ligne n'est plus desservie.
L'ingénieur en chef du pont d'origine était Leonard O. Hopkins et son designer fut Joseph Strauss.